# Тенгстетт, Сёрен
Сёрен Остергаард Тенгстетт (дат. Søren Østergaard Tengstedt; род. 30 июня 2000, Дания) — датский футболист, нападающий клуба «Гоу Эхед Иглз».

## Клубная карьера
Тенгстетт — воспитанник клуба «Ольборг». 22 сентября 2019 года в матче против «Норшелланна» он дебютировал в датской Суперлиге. 31 мая 2020 года в поединке против «Эсбьерга» Сёрен забил свой первый гол за «Ольборг». Летом того же года Тенгстетт перешёл в «Орхус». подписав контракт на четыре года. 27 августа в матче квалификации Лиги Европы против финской «Хонки» он дебютировал за новый клуб. В этом же поединке Сёрен забил свой первый гол за «Орхус».
Летом 2021 года Тенгстетт перешёл в «Силькеборг». 18 августа в матче квалификации Лиги Европы против финского ХИКа он дебютировал за новый клуб. 14 апреля 2022 года в поединке против «Копенгагена» Сёрен забил свой первый гол за «Силькеборг». В матчах Лиги конференций против английского «Вест Хэм Юнайтед» и румынского «Стяуа» он забил по голу.
В начале 2024 года Тенгстетт перешёл в нидерландский «Гоу Эхед Иглз». 11 февраля в матче против ПЕК Зволле он дебютировал в Эредивизи.

## Достижения
«Гоу Эхед Иглз»
- Обладатель Кубка Нидерландов: 2024/25[нидерл.]